# Bảo tàng Thành phố Tốt
Bảo tàng Thành phố Tốt (tiếng Ba Lan: Muzeum Dobrego Miasta) là một bảo tàng tọa lạc trên phố Sowiński, Dobre Miasto, Ba Lan. Bảo tàng hoạt động dưới sự điều hành của một chi nhánh của Hiệp hội Văn hóa và Xã hội "Quận Hồ". Bảo tàng bố trí triển lãm bên trong các tầng cao nhất của Tháp Cò, địa điểm này là một tòa tháp lịch sử được xây dựng vào thế kỷ 15 và là tàn tích của các bức tường phòng thủ trước đây của thành phố.

## Lịch sử
Bảo tàng Thành phố Tốt được thành lập vào năm 1973. Trước đó bốn năm, tòa Tháp Cò được bàn giao cho Hiệp hội Văn hóa và Xã hội "Quận Hồ". Tổ chức này đã tiến hành các công việc cải tạo bên trong tòa tháp từ năm 1970 đến năm 1973 để tòa tháp trở nên phù hợp với chức năng bảo tàng.

## Triển lãm
Hoạt động của bảo tàng tập trung vào việc triển lãm các hiện vật có liên quan đến lịch sử của thành phố và Warmia, bao gồm bản đồ cũ của Tòa giám mục Warmia, bản vẽ thành phố, bản sao các tài liệu cũ. Bên cạnh triển lãm lịch sử, bảo tàng cũng trưng bày các hóa thạch được khai quật trong quá trình xây dựng con đường từ Olsztyn đến Bezledy. Ngoài ra, trong tòa tháp còn có một phòng trưng bày nghệ thuật hoạt động từ năm 2000.

## Giờ mở cửa
Bảo tàng hoạt động quanh năm, mở cửa vào cuối tuần. Du khách cũng có thể đến tham quan bảo tàng vào các ngày khác khi có sự sắp xếp trước qua điện thoại.